# 송의준
송의준(2003년 7월 22일~)은 대한민국의 배우이자 모델이다.
2006년에서부터 2011년까지 5년 동안 CF 광고의 키즈 모델로 활약한 이후, 2011년 KBS 2TV 드라마 《공주의 남자》의 단역으로써 아역 배우로 데뷔하였다.

## 출연작

### 영화
- 《조선마술사》 (2015년) - 어린 환희 역

### TV 드라마
- 《비밀의 숲》 (tvN, 2017년) - 15세 황시목 역
- 《세가지색 판타지 - 반지의 여왕》 (MBC, 2017년) - 어린 박세건 역
- 《너를 기억해》 (KBS2, 2015년) - 어린 이현 역
- 《하트 투 하트》 (tvN, 2015년) - 고일석 역
- 《오렌지 마말레이드》 (KBS2, 2015년) - 어린 정재민 역
- 《드라마의 제왕》 (SBS, 2012년) - 어린 앤서니 김 역
- 《응답하라 1997》 (tvN, 2012년) - 어린 윤윤제 역
- 《신드롬》 (JTBC, 2012년) - 박찬이 역
- 《공주의 남자》 (KBS2, 2011년) - 동자승 역